# Anne O'Hare McCormick
Anne Elizabeth O'Hare McCormick (Wakefield, 16 maggio 1882 – New York, 29 maggio 1954) è stata una giornalista statunitense, vincitrice del Premio Pulitzer nel 1937.

## Biografia
O'Hare McCormick fu corrispondente dall'estero per il New York Times e fu la prima donna a entrare nel comitato di redazione del quotidiano newyorchese. Nel 1937 vinse il Premio Pulitzer come corrispondente, diventando così la prima donna a ricevere il Premio Pulitzer per il giornalismo in una delle principali categorie. Nata a Wakefield Nel Regno Unito, nel 1882, studiò negli United States nel College of Saint Mary of the Springs in Columbus, Ohio. Dopo la laurea divenne  co-redattore del Catholic Universe Bulletin. Il matrimonio nel 1911 con l'uomo d'affari di Dayton, Francis J. "Frank" McCormick, Jr. (1872-1954), importatore e dirigente della Dayton Plumbing Supply Company, la portò a frequenti viaggi all'estero, facendo sì che la sua attività si focalizzasse sulla corrispondenza dall'estero.
Nel 1921, propose al New York Times di diventare una collaboratrice freelance dall'Europa, per occuparsi di fatti non investigati dagli altri corrispondenti del giornale. La proposta fu accettata e McCormick fornì i primi reportage approfonditi sull'ascesa di Benito Mussolini e del Fascismo in Italia. A tale periodo (1928) risale la pubblicazione di The Hammer and the Scythe: Communist Russia Enters the Second Decade, sull'Unione Sovietica, i suoi pezzi occupavano una rubrica da due colonne intitolata prima "In Europe" (in Europa) e "Abroad" (estero). Prima dello scoppio della Seconda guerra mondiale, McCormick intervistò Benito Mussolini, Adolf Hitler, Joseph Stalin, Winston Churchill, Franklin D. Roosevelt, i Papi Pio XI and Pio XII, ed altri leader mondiali. Nel 1936, divenne la prima donna a far parte del comitato editoriale del New York Times, precedentemente costituito da otto uomini. Le sue corrispondenze dall'Europa furono premiate con il Premio Pulitzer per la corrispondenza nel 1937.
Nel 1939, nell'imminenza del conflitto mondiale, Anne McCormick trascorse cinque mesi in 13 nazioni diverse, intervistando sia i capi politici sia i cittadini comuni, documentando l'aggravarsi della crisi. Per i suoi reportage durante la Seconda guerra mondiale, il "War Department" insignì McCormick nel 1946 con una "campaign medal" come riconoscimento per "l'eccezionale e cospicuo servizio con le forze armate nelle difficili e pericolose condizioni del combattimento." Inoltre nel 1946 fu scelta come membro statunitense della prima delegazione della conferenza dell'UNESCO. McCormick morì a New York il 29 maggio 1954 e fu sepolta nel cimitero "Gate of Heaven". Marion T. Sheenen curò la pubblicazione postuma di due raccolte dei suoi pezzi pubblicati sul NYT: The World at Home (nel 1956) e Vatican Journal, 1921–1954 (1957).